# قرية فنوش
تقع قرية فنوش في لواء دير علا وهي تابعه لبلدية معدي الجديدة. يبلغ عدد سكان هذه القرية حوالي 1700 شخص. سميت هذه القرية بهذا الاسم نسبة «لوادي فنوش»، إذ يحاذي هذه القرية وادٍ يمتد شرقاً من جبال السلط. وأيضاً ترجع تسمية هذه القرية نسبة إلى فنوش سمعان حنانيا الدبابنه (أبو فرج الفنوش وجد شحاده (ابوهاني وعودهابو ساءد) وهو معروف لأهالي مدينة السلط كسرت قدم ثوره بالقرب من هذه البلدة وسميت بمكسر فنوش. ومن أشهر ما تمتاز به قرية فنوش استخراج الصخور إذ تم إنشاء مصنع ترافكو للرخام. كما يوجد فيها آثار رومانية يتم التنقيب عنها. وتمتاز جبال فنوش بكثرة المقابر الرومانية واليهودية. وما زالت هذه المعالم شاهدة على تلك الحضارات. أما العائلات التي تسكن هذة البلدة فهي الطعيمات، العلاقمة، المنصور، البلاونة، الحويطات.